# Husein Kavazović
Husein ef. Kavazović (né le 3 juillet 1964) est un religieux musulman bosniaque qui occupe la fonction de Grand Mufti de Bosnie-Herzégovine depuis novembre 2012. Il était auparavant Mufti de Tuzla.

## Biographie
Fils de Hasan et Saima Kavazović, Husein a fréquenté l'école primaire de Gradačac puis s'est inscrit à la madrasa de Gazi Husrev Bey à Sarajevo, où il a obtenu son diplôme en 1983. Il a quitté la Yougoslavie pour étudier le droit musulman de 1985 à 1990 à l'Université Al-Azhar du Caire en Égypte, puis est revenu pour soutenir sa thèse de maîtrise à la Faculté d'études islamiques de l'Université de Sarajevo, dans le domaine de la charia,.
Kavazović a ensuite travaillé comme imam, khatib et muallim (conférencier) dans les congrégations islamiques de Srebrenik et de Gradačac, avant de servir comme mufti de Tuzla de 1993 à 2012. Au début des années 1990, il a également été élu membre du Conseil de la communauté islamique de Bosnie-Herzégovine.
En 2012, la communauté islamique a élu Kavazović pour succéder à Mustafa Cerić comme Grand Mufti de Bosnie, lors du vote dans la mosquée Gazi Husrev-beg, la principale mosquée de Sarajevo, il a reçu 240 des 382 préférences. Dans son programme électoral, Kavazović avait notamment plaidé en faveur de la coopération avec d'autres communautés religieuses et d'une plus large « intégration des femmes dans le travail de la communauté religieuse islamique ».
En vertu d'un accord, il a été proposé à Kavazović de devenir également Grand Mufti de Hongrie.

## Controverses
Kavazović a été attaqué et menacé à plusieurs reprises, ainsi que d'autres responsables musulmans bosniaques, dans l'édition en langue bosniaque du magazine de l'état Islamique, Rumiyah.